# ヘンチマン

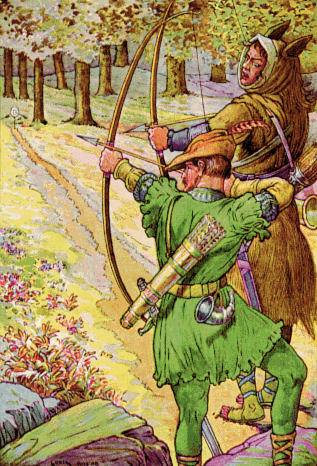
ルイス・リード作『ロビン・フッドとともに矢を放つサー・ガイ』：『Bold Robin Hood and His Outlaw Band: Their Famous Exploits in Sherwood Forest』の挿絵。ノッティンガムの保安官の子分として働くギズボーンのガイ

ヘンチマン（英: henchman：子分、手下、部下、取り巻き、配下、側近、家来、悪の組織における下級兵や戦闘員もヘンチマンに含まれる）とは、悪事や犯罪に手を染める権力者の忠実な従僕、支援者のことを指す。ヘンチマンは通常、組織内では比較的重要でない手下であり、その価値は主に指導者やボス、首領に対する疑う余地のない忠誠心にある。ヘンチマンという言葉は、嘲笑的に（ときにコミカルな感じを持たせながら）、自らが道徳心を欠いた身分の低い個人であることを指すのに使われる場合が多い。
ヘンチマンとは、もともと雇い主のために馬に随行する人、つまり馬丁（厩務員）のことを指していた。そのため、同じく厩務員の意味を持っていた「（constable）」（馬小屋の責任者）や「マーシャル（marshal）」（国王の厩舎を預かる役人）と同様に、ヘンチマンは王宮や貴族の家における下級官吏の称号となった。

## 語源
1360年には英語圏で使用されていた記録が残っている、この単語の最初の部分は、古英語の「hengest」（「馬」、特に種馬を意味する）に由来している。この同義語は、古フリジア語やデンマーク語の「hingst」、ドイツ語やオランダ語の「hingst」、アフリカーンス語の「hings [həŋs]」など多くのドイツ語系の言語にもみられる。5世紀ごろのサクソン人の族長であるヘンギスト（Hengest）の名前としても登場し、英語圏では「Hingst-」または「Hinx-」で始まる地名や名前などに今も残っている。中世英語では「Henxman」と表記されることが多かった。
14世紀からチューダー朝のエリザベス1世が「ロイヤル・ヘンチマン」（「チルドレン・オブ・オナー（the children of honour）」とも呼ばれる）を廃止するまで、英国王室では若いヘンチマン（実際にはペイジ・オブ・オナー（ペイジは小姓のこと）や従者）が、行進の際に主人の側で馬に乗ったり歩いたりして同行する姿が見られた。
17世紀半ばから英語においてgrooms（馬丁）に対して使われていた意味では廃れてしまったが、スコットランド語では「ハイランドの族長の個人的な付き人」という意味で残っていた。辞典「New English Dictionary」によると、小説家のサー・ウォルター・スコットが、エドワード・バートの『Letters from a Gentleman in the North of Scotland』からこの単語とその派生語、および「haunch」からの誤った派生語を引用することで、英語でこの単語「henchman」を復活させたと記している。そのため、こういった意味においてこの単語は、「ハイランドの族長の忠実な個人的従者」であり、主人の背後（haunchは臀部の意味）に立ち、どんな緊急事態にも対応できる男を意味する従僕（gillie）と同義となっている。
現代的における「従順な、あるいは悪辣な従者」という意味（おそらくウォルター・スコットによるこの単語の誤用に基づく）での使用は1839年に初めて記録され、目的や主義主張のためならば何でもする徹底した信奉者や支持者を表すのによく使われるようになった。

## 現代の使用例
「ヘンチマン」という言葉は、ある種の政治的首謀者に対する蔑称としても使われ、他の人たちにある人物をそのような存在であると示すために使われることもある。つまり、「ヘンチマン」（子分）がいるということは、指示する黒幕がいるということを暗示させることになる。それゆえ、ベネズエラのウゴ・チャベス大統領が、アメリカのジョージ・W・ブッシュ大統領のお仲間に対して、そのような意味を込めて使ったことがある。同様に、元アメリカ大統領のビル・クリントンのお仲間に対しても使われたことがある。レベカ・ブルックスはルパート・マードックの側近（ヘンチウーマン）と言われてきた。
SSのメンバーやアドルフ・ヒトラーの参謀はしばしば「ヒトラーの子分」（この言葉はグイド・クノップによる著書やテレビのドキュメンタリー番組のタイトルとしても使用されている）と呼ばれるときもある。

## フィクションでの使用例

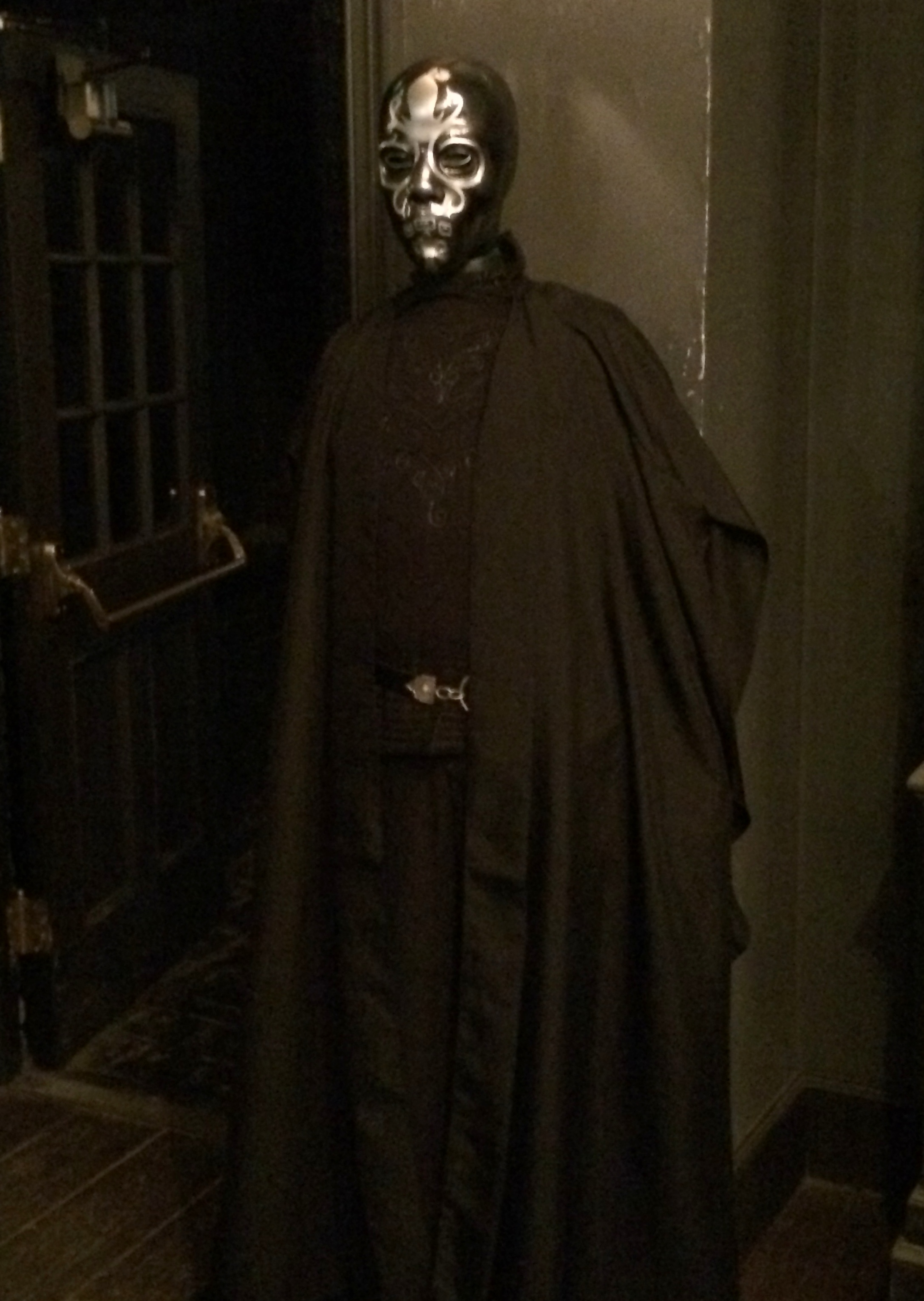
ユニバーサルスタジオに展示されているルシウス・マルフォイのデスイーター姿

小説『ハリー・ポッターと謎のプリンス』の中で、ホグワーツの校長アルバス・ダンブルドアは、ハリー・ポッターに、ヴォルデモート卿の名で知られる元生徒トム・リドルと自分が何年も前に会ったときの様子を見せた。ダンブルドアは、トム・リドルになぜホグワーツで「闇の魔術に対する防衛術」の教職に就きたいのか尋ね、「死喰い人」と呼ばれる彼の信奉者たちを「ヘンチマン」であると言及している。

## 参照
- Igor (character)
- Nodwick
- サイドキック